# ...explosante-fixe...

…explosante-fixe… est une pièce musicale composée par Pierre Boulez. Conçue à l'origine, en 1971, comme un mémorial pour Igor Stravinsky, décédé en avril de la même année, il existe plusieurs versions différentes et successives de l'œuvre, composées par Boulez entre 1972 et 1993, et culminant dans une pièce mixte pour flûte-MIDI solo et orchestre de chambre.

## Origine du titre
Le titre de l'œuvre est une citation extraite de la phrase de conclusion du premier chapitre de L'Amour fou (1937) d'André Breton : « La beauté convulsive sera érotique-voilée, explosante-fixe, magique-circonstancielle, ou ne sera pas ».

## Histoire de l’œuvre
La première version de …explosante-fixe… (1971-1972) consiste en un morceau aléatoire d'une page en sept parties intitulées, d’après certaines sources, Originel et Transitoires II-VII, bien que le manuscrit (dont la publication comporte deux pages de musique et douze pages d'instructions) porte le titre de la main du compositeur [... Explosante-fixe ...], et les indications « Originel » et « Transitoires II–VII » sont alors les noms des groupes selon lesquels le morceau est divisé. Les sept parties représentent chacune un membre d'une série de sept notes issue de la section « Originel » : mi ♭, sol, ré, la ♭, si ♭, la, mi, qui est un emblème du mémorial de Stravinsky pour lequel elle a été composée (la note mi ♭, tenue au début, est prononcée Es en notation allemande, qui s'apparente à la lettre « S » pour « Stravinsky »),. Les hauteurs de cette série seront plus tard réutilisées dans Rituel. Dans cette forme d'origine, les instruments ne sont pas indiqués, bien qu'une possible notation pour deux violons, deux flûtes, deux clarinettes et harpe soit suggérée. Comme la plupart des autres pièces en mémoire de Stravinsky, cela reflète l'instrumentation de deux brèves œuvres commémoratives écrites par Stravinsky lui-même en 1959 : l' Epitaphium pour flûte, clarinette et harpe, et le Double Canon (à la mémoire de Raoul Dufy) pour quatuor à cordes.
Les deux années suivantes, Boulez développe ...explosante-fixe... en une œuvre pour flûte solo, accompagnée par un ensemble composé de : clarinette, trompette, harpe, vibraphone, violon, alto, violoncelle et électronique. Les représentations  de cette version font usage d'un nouveau dispositif récemment créé connu sous le nom de Halaphone. Selon l'inventeur Hans-Peter Haller, le Halaphone est capable de « projeter des sons dans différentes directions et à différentes vitesses à volonté, et de les projeter de point à point, les faisant bouger en cercles autour de la salle, ou en les faisant se déplacer en diagonale à travers la salle ».
Boulez, cependant, était finalement  insatisfait avec l'électronique. Il y avait en fait deux versions principales : 
— une version « préliminaire » basée sur le squelette de la partition générale non détaillée, et écrite pour un trio violon, clarinette, trompette, d'abord interprétée par le London Sinfonietta, à St John's, Smith Square, en juin 1972, 
— et une version plus longue, plus complexe, et apparemment définitive pour septuor, créée à New York le 5 janvier 1973 et par la suite révisée à plusieurs reprises, pour des concerts à Rome le 13 mai 1973, aux concerts des Proms à Londres, en août 1973, au Festival de Donaueschingen, le 21 octobre 1973 (date à laquelle l’œuvre était devenue un octuor) et au Théâtre d'Orsay, à Paris, dans le cadre du Festival d'automne 1974, où elle fit sensation. Ces révisions impliquent des changements dans l'ordre des sections et la réécriture de six des huit parties instrumentales. En tout, il existe quatre versions différentes pour la flûte, trois versions chacun pour l'alto et le violoncelle, deux versions chacun pour la trompette, le violon et la clarinette, mais une seule version chacun pour le vibraphone et la harpe, qui diffèrent d'une version à l'autre seulement dans l'ordre de leurs éléments constitutifs. Boulez a retiré le matériel de ces versions, principalement en raison de son insatisfaction avec la trop audible défaillance de l'électronique, et en particulier de l'ordinateur à bande qui était  destiné à diriger la version sans chef d'orchestre pour les Proms de 1973, mais aussi en reconnaissance du fait que, finalement, la partition requérait bel et bien un orchestre symphonique,.
La version suivante de ...explosante-fixe..., pour vibraphone et électronique, n'a été composée qu'en 1986. Au cours de cette période, des éléments de la matière d'origine de la pièce apparaissent  dans d'autres œuvres de Boulez, spécifiquement Rituel (1975) et Mémoriale (1985).
Entre 1991 et 1993, alors à l'IRCAM, Boulez compose une nouvelle version de ...explosante-fixe..., pour flûte-MIDI solo avec électronique en temps réel, deux flûtes "ombres"  et orchestre de chambre,. Cette version a été créée à Turin, en Italie, le 13 septembre 1993, par l'Ensemble intercontemporain.